# Nanhermannia komareki
Nanhermannia komareki är en kvalsterart som beskrevs av Kunst 1956. Nanhermannia komareki ingår i släktet Nanhermannia och familjen Nanhermanniidae. Inga underarter finns listade i Catalogue of Life.